# هيوم (كاليفورنيا)
هيوم منطقة تقع إدارياً ضمن مقاطعة بوت (كاليفورنيا) في الولايات المتحدة.